# Кузнецов, Владимир Николаевич (дипломат, 1916)
Влади́мир Никола́евич Кузнецо́в (24 июля 1916 — 24 февраля 2000, Москва) — советский дипломат. Чрезвычайный и полномочный посол.

## Биография
Окончил Саратовский государственный университет им. Н. Г. Чернышевского (1939) и Высшую дипломатическую школу МИД СССР (1949). На дипломатической работе с 1946 года.
- В 1946—1949 годах — сотрудник аппарата Советской военной администрации в Германии.
- В 1949—1956 годах — сотрудник центрального аппарата МИД СССР.
- В 1956—1960 годах — советник посольства СССР в Нидерландах.
- В 1960—1961 годах — сотрудник центрального аппарата МИД СССР.
- В 1961—1964 годах — советник посольства СССР в Индонезии.
- В 1964—1967 годах — советник-посланник посольства СССР в Индонезии.
- В 1967—1968 годах — сотрудник центрального аппарата МИД СССР.
- С 9 февраля 1968 по 18 декабря 1973 года — чрезвычайный и полномочный посол СССР в Малайзии[1].
- В 1973—1980 годах — начальник Управления по обслуживанию дипломатического корпуса МИД СССР.
- С 11 августа 1980 по 1 июля 1985 года — чрезвычайный и полномочный посол СССР в Бирме[2].

Похоронен на Кунцевском кладбище (10 участок).

## Награды
- Орден Отечественной войны I степени.
- Орден Трудового Красного Знамени.
- Орден Дружбы народов.
- Орден Красной Звезды.
- Орден «Знак Почёта».
- Медаль «За трудовую доблесть».
- Медаль «За оборону Москвы».
- Медаль «За победу над Германией в Великой Отечественной войне 1941—1945 гг.».